# Miriam Rodríguez Martínez
Miriam Rodríguez Martínez, née le 5 février 1960 et morte le 10 mai 2017 à San Fernando, est une militante mexicaine des droits de l'homme. Elle devient l’une des parents du mouvement Missing Child Parents après l’enlèvement et le meurtre de sa fille par un cartel de la drogue. Miriam Rodríguez Martínez est assassinée à son domicile, le 10 mai 2017.

## Biographie
Miriam Elizabeth Rodríguez Martínez est originaire de la communauté de San Fernando, dans l'État mexicain de Tamaulipas. Le 10 mai 2017, le jour de la fête des mères au Mexique, elle est gravement blessée par douze balles à son domicile, et décède sur le chemin de l'hôpital,. Depuis le meurtre de sa fille, elle poursuivait avec acharnement ses meurtriers dans une région en proie à la violence des cartels de la drogue. Tamaulipas est l'un des États les plus violents du Mexique. Selon les données du gouvernement, il compte le plus grand nombre de personnes disparues dans le pays.
Karen Alejandra Salinas Rodríguez disparaît en 2012. Miriam Rodríguez Martínez poursuit les recherches pendant près de deux ans, lorsque le corps de sa fille est retrouvé dans la tombe d'un inconnu en 2014. Les autorités sont alertées du meurtre de sa fille. Certains des hommes arrêtés s'échappent de prison après leur arrestation. Miriam Rodríguez Martínez reçoit des menaces de mort de la part d'organisations criminelles, alors que les autorités locales refusent de prendre en charge sa protection,. 
En plus de retrouver les meurtriers de sa fille, la militante s’efforce d'aider d'autres parents dont les enfants ont disparu, et fonde l'organisation Colectivo de Desaparecidos (Le Collectif des disparus). Depuis le meurtre de Miriam Rodriguez Martinez, des associations et manifestants ont élevé leur voix pour appeler les gouvernements mexicain et américain à assurer la sécurité des défenseurs des droits de l'homme.
En 2020, trois ans après le meurtre de Miriam Elizabeth Rodríguez Martínez, le bureau du procureur général de Tamaulipas n'a pas réussi à déterminer l'ensemble des auteurs du crime, seules deux peines de dix et quinze ans de prison, ont été prononcées contre deux des assassins,.